# Borniola quadrata
Borniola quadrata är en musselart som först beskrevs av Dell 1956.  Borniola quadrata ingår i släktet Borniola och familjen Lasaeidae. Inga underarter finns listade i Catalogue of Life.